# Scharloo
Scharloo – dzielnica (wijk) miasta Willemstad oraz osada (buurt), w dystrykcie Willemstad, w kraju autonomicznym Curaçao, należącym do Holandii, w Ameryce Południowej. 20 października 2023 r. liczyła 626 mieszkańców.  

## Osady
W skład dzielnicy wchodzą cztery osady (buurt):
| Lp. | Nazwa          | Powierzchnia km² | Liczba mieszkańców |
| --- | -------------- | ---------------- | ------------------ |
| 1.  | Fleur de Marie | 0,06             | 166                |
| 2.  | Scharloo       | 0,33             | 53                 |
| 3.  | Sint Jago      | 0,09             | 294                |
| 4.  | Zwaan          | 0,03             | 107                |